# ابن عسكر المالقي
أبو عبد الله محمد بن علي ابن عسكر الغَسّاني يعرف عمومًا بـابن عَسكَر (ق. 1188 - 11 يناير 1239) (ق. 584 - 4 جمادى الآخرة 636) عالم مسلم وكاتب عربي أندلسي. من أهل مالقة، وأصله من قرية بغربيها. نشأ فيها حيث أخذ على شيوخها العلم والرواية. برز في علم التاريخ والحديث. ولي قضائها نيابة ثم مستقلة فاستمر عن ذلك بقية عمره في أيام بنو نصر. له مؤلفات عديدة، وله نظم في الإخوانيات. 

## سيرته
هو محمد بن علي بن عبيد الله بن الخضر بن هارون الغسّاني، يعرف بابن عسكر. ولد في حدود سنة 584 هـ/ 1188 م في مالقة ونشأ فيها، وأصله من قرية بغربيها. تتلمذ على شيوخها، فأخذ عن: أبي إسحاق إبراهيم بن علي الخولاني الزوالي، وأبي جعفر أحمد بن المربيطري يعرف بابن قنترال،‌ وعبد الحميد الجيار المالقي، وأبي الحسن علي بن أحمد الغافقي الشقوري، وأبي الحجاج يوسف المالقي، وأبي زيد عبد الرحمن بن محمد القمارشي، وأبي سليمان داوود بن حوط الله الأنصاري، وأبي علي عمر بن عبد المجيد الرندي، وأبي عمر سالم بن صالح المالقي، وأبي الفضل عياض بن محمد، وأبي محمد عبد الله بن الحسن الأنصاري القرطبي، وأبي القاسم محمد بن عبد الواحد الغافقي الملّاحي، وأبي محمد عيسى بن سليمان الرعيني، وغيرهم الكثير، في الأندلس والمغرب. واستفاد من إجازات العلماء المشارقة فاتسعت مشيخته وكثر رجالها. 

تنوعت معارفه وعلومه، فتعلم علوم القرآن، والفقه، والنحو، والتاريخ وغيرها فأخذ عنه الكثير ببلده. فأخذ عنه: ابن أخته أبو بكر بن خميس الأنصاري المالقي، وأبو عبد الله محمد بن علي ابن برطال الأموي، وأبو بكر بن أبي العيون، وأبو عبد الله محمد بن أبي بكر البُرّي، وأبو عبد الله بن الأبار القضاعي، وأبو القاسم بن عمران وغيرهم. وكتب بالإجازات إلى مختلف الأقاليم. 

مارس الإفتاء، وشاوره القضاء، بجانب اشتغاله بالعلم تدريسًا وتأليفًا. ثم تولى القضاء بمسقط رأسه نيابة عن القاضي أبي عبد الله بن الحسن الجذامي مدة، في عده دولة‌ أبي عبد الله بن هود. ثم تولى قضائها مستقلاً، حينما تحولت مالقة إلى دولة أبي عبد الله بن نصر.

توفي ابن عسكر هو يتولى قضاء مالقة في ظهر اليوم 4 جمادى الآخرة سنة 636/ 11 يناير 1239.

## مؤلفاته
ترك كثيرًا من المؤلفات في مختلف العلوم والفنون، منها:

- «المشروع الروي في الزيادة على غريبي الهروي»، وهو في غريبي القرآن والحديث
- «أربعون حديثًا»، التزم فيها موافقة اسم شيخه اسم الصحابي.
- «نزهة الناظر في مناقب عمار بن ياسر»، وقد ألّفه لأحد أصفيائه من أسرة بني سعيد، وهو القائد عبد الله بن سعيد.
- «الجزء المختصر في السلو عن ذهاب البصر»، وقد ألّفه للواعظ أبي محمد بن أبي خرص.
- «رسالة ادخار الصبر في افتخار القصر والقبر»
- «شرح الآيات التي استشهد بها سيبويه في الكتاب»
- تكلمة كتاب التعريف والإعلام فيها أبهم في القرآن من الأسماء الأعلام لأبي القاسم السهيلي، أسماه «التكميل والإتمام لكتاب التعريف والإعلام»
- فهرسة شيوخه
- «الإكمال والإتمام في صلة الإعلام بمحاسن الأعلام من أهل مالقة الكرام»، وهو بتسمية أخرى: «مطلع الأنوار ونزهة البصائر والأبصار فيما احتوت عليه مالقة من الأعلام والرؤساء والأخيار وتقييد ما لهم من المناقب والآثار»، وهو الكتاب المشهور بـ«أعلام مالقة». والكتاب في أصله ذيل على كتاب أصبغ بن أبي العباس المسمى بـ«الإعلام بمحاسن الأعلام من أهل مالقة الكرام». والمعروف أن ابن عسكر قد وافته المنية قبل أن يكمل هذا الذيل، ولذلك تتمه ابن أخته أبو بكر بن خميس.